# Стоянка (фильм, 2017)
«Стоянка» (англ. The Layover) — американская секс-комедия 2017 года режиссёра Уильяма Х. Мэйси по сценарию Дэвида Хорнсби и Лэнса Кролла. Главные роли исполнили Александра Даддарио, Кейт Аптон и Мэтт Барр. Съёмки фильма проходили с мая по июнь 2015 года в Ванкувере.
Фильм был выпущен 3 августа 2017 года на канале DirecTV Cinema, а затем 1 сентября 2017 года начался ограниченный выпуск и воспроизведение видео по запросу компанией Vertical Entertainment.

## Сюжет
Кейт (Александра Даддарио) и Мэг (Кейт Аптон) — подруги детства и соседи по комнате в Сиэтле, переживающие тяжелые времена. Кейт — учительница английского языка в средней школе, которой надоела её обычная учебная программа, и она вынуждена уйти от директора Мосса (Роб Корддри), который считает, что ей следует выбрать другую профессию. Мэг — продавщица косметики, которая безуспешно пытается продавать косметические товары из Северной Кореи. После ночи, в которой они напились по причине накопившегося жизненного стресса, предприимчивая Мэг предлагает им вместе отправиться в путешествие, дабы вернуть себе былую любовь к жизни. Узнав, что подруга уже всё решила за неё, Кейт неохотно соглашается. В самолёте места подруг оказываются рядом с Райаном. Привлекательный парень, пожарный летевший на свадьбу, становится предметом соперничества Кейт и Мэг.

## В ролях
| Актёр               | Роль          |
| ------------------- | ------------- |
| Александра Даддарио | Кейт Джеффрис |
| Кейт Аптон          | Мег           |
| Мэтт Барр           | Райан         |
| Роб Кордри          | Стэн Мосс     |
| Кэл Пенн            | Ануж          |
| Молли Шеннон        | Нэнси         |
| Рорк Критчлоу       | Роджер        |

## Критика и отзывы
Фильм получил крайне низкие оценки кинокритиков. На сайте Rotten Tomatoes рейтинг фильма 0 % на основе 18 рецензий со средним баллом 2,1 из 10. На Metacritic — 15 баллов из 100 на основе 7 рецензий. Ричард Роупер из Chicago Sun-Times поставил фильму 1 звезду из 4, сравнив его с неприятностями пребывания в международном аэропорту О’Хара, раскритиковал игру Аптон, и выразил удивление, что Мэйси может быть ответственным за постановку такого «нечестивого беспорядка».